# Mariya Agapova
Mariya Agapova (Pavlodar, 7 de abril de 1997) é uma lutadora cazaque de artes marciais mistas, atualmente competindo no peso mosca feminino do Ultimate Fighting Championship.

## Carreira no MMA

### Dana White's Contender Series
Agapova apareceu no sexto episódio da terceira temporada do Dana White's Contender Series em 30 de julho de 2019, enfrentando Tracy Cortez. Ela perdeu a luta por decisão unânime.

### Invicta Fighting Championships
Agapova fez sua estreia no Invicta Fighting Championships em 6 de setembro de 2019 contra Alexa Conners no Invicta FC: Phoenix Series 2. Ela venceu por finalização no primeiro round.
Agapova em seguida enfrentou Marilia Santos em 6 de outubro de 2019 no Invicta FC 37:Gonzalez vs. Sanchez. Ela venceu por nocaute técnico no primeiro round.

### Ultimate Fighting Championship
Agapova foi contratada pelo UFC em Fevereiro de 2020. Ela fez sua estreia contra Hannah Cifers em 13 de junho de 2020 no UFC Fight Night: Eye vs. Calvillo. Ela venceu por finalização no primeiro round. Esta vitória lhe rendeu seu primeiro bônus de “performance da noite”.

## Cartel no MMA
| Cartel no MMA   |             |            |
| 13 lutas        | 10 vitórias | 3 derrotas |
| Por nocaute     | 3           | 1          |
| Por finalização | 5           | 1          |
| Por decisão     | 2           | 1          |

| Res.    | Cartel | Oponente         | Método                         | Evento                              | Data       | Round | Tempo | Local               | Notas                  |
| ------- | ------ | ---------------- | ------------------------------ | ----------------------------------- | ---------- | ----- | ----- | ------------------- | ---------------------- |
| Derrota | 10-3   | Maryna Moroz     | Finalização (triângulo de mão) | UFC 272: Covington vs. Masvidal     | 05/03/2022 | 2     | 3:27  | Las Vegas, Nevada   |                        |
| Vitória | 10-2   | Sabina Mazo      | Finalização (mata-leão)        | UFC Fight Night: Dern vs. Rodriguez | 09/10/2021 | 3     | 0:53  | Las Vegas, Nevada   |                        |
| Derrota | 9–2    | Shana Dobson     | Nocaute técnico (socos)        | UFC on ESPN: Munhoz vs. Edgar       | 22/09/2020 | 2     | 1:38  | Las Vegas, Nevada   |                        |
| Vitória | 9–1    | Hannah Cifers    | Finalização (mata-leão)        | UFC Fight Night: Eye vs. Calvillo   | 13/06/2020 | 1     | 2:42  | Las Vegas, Nevada   | Performance da Noite.  |
| Vitória | 8–1    | Marilia Santos   | Nocaute técnico (cotoveladas)  | Invicta FC 37: Gonzalez vs. Sanchez | 06/10/2019 | 1     | 4:55  | Kansas City, Kansas |                        |
| Vitória | 7–1    | Alexa Conners    | Finalização (mata-leão)        | Invicta FC: Phoenix Series 2        | 06/09/2019 | 1     | 3:03  | Kansas City, Kansas |                        |
| Derrota | 6–1    | Tracy Cortez     | Decisão (unânime)              | Dana White's Contender Series 22    | 30/07/2019 | 3     | 5:00  | Las Vegas, Nevada   |                        |
| Vitória | 6–0    | Na Liang         | Nocaute técnico (socos)        | Heroine FC 2                        | 21/07/2018 | 1     | N/A   | Zhengzhou           |                        |
| Vitória | 5–0    | Liliya Kazak     | Decisão (dividida)             | Fight Nights Global 82              | 16/12/2017 | 3     | 5:00  | Moscou              |                        |
| Vitória | 4–0    | Yulia Kutsenko   | Finalização (chave de braço)   | Fight Nights Global 72              | 24/08/2017 | 3     | 3:47  | Sochi               |                        |
| Vitória | 3–0    | Yulia Litvinceva | Nocaute técnico (socos)        | Brave CF 6                          | 29/04/2017 | 1     | 2:15  | Almaty              |                        |
| Vitória | 2–0    | Dariya Kutuzova  | Finalização (mata-leão)        | WFCA 28                             | 20/05/2016 | 1     | 2:45  | Pavlodar            |                        |
| Vitória | 1–0    | Yuliya Ivanova   | Decisão (unânime)              | WFCA 8                              | 20/05/2015 | 3     | 5:00  | Pavlodar            | Estreia no Peso Mosca. |